# Pargny
Pargny é uma comuna francesa na região administrativa de Altos da França, no departamento de Somme. Estende-se por uma área de 3,68 km². Em 2010 a comuna tinha 203 habitantes (densidade: 55,2 hab./km²).